# Speedway Ekstraliga 2011
Speedway Ekstraliga 2011 kördes i 14 grundomgångar med 8 lag. Den slutade med att Unibax Toruń vann grundomgången, men tvåan Falubaz Zielona Góra vann ändå guldet i finalen mot Unia Leszno.

## Slutställning
| Nr | Lag                   | Matcher | Vinster | Oavgjorda | Förluster |
| -- | --------------------- | ------- | ------- | --------- | --------- |
| 1  | Unibax Toruń          | 14      | 11      | 1         | 2         |
| 2  | Falubaz Zielona Góra  | 14      | 10      | 1         | 3         |
| 3  | Caelum-Stal Gorzow    | 14      | 8       | 0         | 6         |
| 4  | Unia Leszno           | 14      | 9       | 0         | 5         |
| 5  | WTS Sparta Wroclaw    | 14      | 4       | 1         | 9         |
| 6  | Marma Rzeszow         | 14      | 4       | 1         | 9         |
| 7  | Azoty Tarnow          | 14      | 3       | 0         | 11        |
| 8  | Wlokniarz Czestochowa | 14      | 4       | 0         | 10        |

## Kvartsfinaler
- Marma Rzeszow-Falubaz Zielona Góra 39-51
- Falubaz Zielona Góra-Marma Rzeszow 60-30

- WTS Sparta Wroclaw-Unibax Toruń 32-58
- Unibax Toruń-WTS Sparta Wroclaw 40-0

- Unia Leszno-Caelum-Stal Gorzow 39-51
- Caelum-Stal Gorzow-Unia Leszno 56-33

## Semifinaler
- Unia Leszno-Unibax Torun 53-36
- Unibax Torun-Unia Leszno 49-41

- Caelum-Stal Gorzow-Falubaz Zielona Gora 27-19
- Falubaz Zielona Gora-Caelum-Stal Gorzow 54-36

## Finaler
- Unia Leszno-Falubaz Zielona Gora 47-43
- Falubaz Zielona Gora-Unia Leszno 52-38